# Ralf Ender
Ralf „Ralle“ Ender (* 12. Juli 1960; † 12. Oktober 2023) war ein deutscher Fernsehdarsteller.

## Wirken
Ralf Ender wirkte im Laufe der Jahre in verschiedenen Fernsehsendungen bzw. Doku-Soaps als Darsteller mit. In seiner Rolle wurde er als Heimwerker, Hobby-Gärtner und FC Schalke 04-Fan dargestellt.
Er starb am 12. Oktober 2023 im Alter von 63 Jahren.
Am 28. Oktober 2023 wurde er auf dem Südfriedhof (Herne) beerdigt.(Grablage)

## Sendungen
- Ab ins Beet!
- Ab in die Ruine!
- Die Beet-Brüder
- Die Superchefs
- Einmal Camping, immer Camping